# 兩粵
古粵通越，古代的兩粵即兩越，指南越（主要在現今的廣東和廣西）及閩越（主要在現今的福建），在《漢書》的《西南夷兩粵朝鮮傳》中即以兩粵為名。
後來的兩粵往往是兩廣的同義詞，也就是指廣東和廣西。